# Byans
Byans era una comuna francesa que estaba situada en el departamento de Alto Saona, de la región de Borgoña-Franco Condado, que en 1972 pasó a formar parte de la comuna de Héricourt, por fusión simple.

## Demografía
| Gráfica de evolución demográfica de Byans entre 1793 y 1968 |
|                                                             |
| Datos según el nomenclátor publicado por la EHESS/Cassini.  |